# Заплавська
Заплавська — станиця в Октябрському районі Ростовської області Росія. Входить до складу Безсергенєвського сільського поселення. Населення - 2658 осіб (2010 рік).

## Географія
Станиця Заплавська розташова наж старим річищем Кадамовки, що раніше впадала до Аксаю, та на північний захід від Безсергенєвської станиці.

### Вулиці
| - пров. Аптечний, - пров. Гаражний, - пров. Дальній, - пров. Цегляний, - пров. Ковальський, - пров. Лікувальний, - пров. Городній, - пров. Піщаний, - пров. Польовий, - пров. Прямий, - пров. Тихий, - пров. Хомутовський, - пров. Яровий, | - вул. Аксайська, - вул. Виноградна, - вул. Вишнева, - вул. Східна, - вул. Госпітальна, - вул. Дачна, - вул. Західна, - вул. Зелена, - вул. Клубна, - вул. Леніна, - вул. Лугова, - вул. Мересьєва, - вул. Мостова, | - вул. Народна, - вул. Нова, - вул. Паркова, - вул. Первомайська, - вул. Поштова, - вул. Річкова, - вул. Садова, - вул. Північна, - вул. Сорокіна, - вул. Центральна, - вул. Шкільна, - вул. Шосейна. |